# LGBT práva na Kypru

Duhová mapa Kypru

Lesby, gayové, bisexuálové a translidé (LGBT) se na Kypru mohou setkávat s právními komplikacemi neznámými pro většinové obyvatelstvo. Mužská i ženská stejnopohlavní aktivita je na ostrově legální a homosexuální páry smějí od prosince 2015 vstupovat do registrovaného partnerství.
Postavení LGBT práv na Kypru závisí na veřejném mínění jeho obyvatelstva, které je značně ovlivňováno sociálně konzervativní Východní pravoslavnou církví. Nicméně členství v Evropské unii vyvolalo potřebu přijetí zákonné ochrany lidských práv, do níž spadají i zákony proti homofobii a transfobii.

## Zákony týkající se stejnopohlavní sexuální aktivity
Přestože správou Kypru bylo od r. 1878 pověřené Britské impérium, tak si až do r. 1914 držel oficiální status části Osmanské říše. Jeho anexe Brity pak přiměla Osmanské Turky bojovat během 1. světové války na straně Němců. Ač se Kypr až do r. 1925 nestal oficiální součástí Britského impéria, uznávala Lausannská smlouva podepsaná v r. 1923 jak nově vzniklou Tureckou republiku, tak i britskou nadvládu nad ostrovem. Až do této doby platilo na ostrově osmanské právo, ač byl spravován místními a britskými koloniálními úřady. Zákony Osmanského Turecka ve vztahu k homosexualitě byly liberalizovány v r. 1858, kdy přestala být trestným činem tehdy ještě v Osmanské říši.
Když v r. 1925 převzala Británie vládu nad ostrovem oficiálně, nebylo osmanské právo nahrazeno až do r. 1929, kdy definitivně skončila osmanská tolerance homosexuality spolu se včleněním britského trestního zákona do kyperského právního řádu. Tak se mužská homosexualita stala od r. 1858 na Kypru znovu trestnou. O ženské homosexualitě se zákony nezmiňovaly.
Po získání nezávislosti v r. 1960 platily na Kypru stále britské koloniální zákony téměř v celém svém plném znění spolu s relevantními částmi novely trestního zákona 1885, konkrétně kapitoly 154 paragrafy 171 až 174. Paragrafy byly poprvé měněny v r. 1993, když Alexandros Modinos, kyperský architekt a gay aktivista, vyhrál u Evropského soudu pro lidská práva - Modinos vs. Kypr - spor s kyperskou vládou. Soud rozhodl, že paragraf 171 trestního zákona Kyperské republiky porušuje Modinovo právo na soukromý život chráněné Úmluvou o ochraně lidských práv a základních svobod a mezinárodními dohodami ratifikovanými Kyprem v r. 1962.
Navzdory platnému rozsudku Kypr nesplnil jeho požadavky do r. 1998 formálně znovelizovat trestní zákoník, za což mu hrozilo pozastavení členství v Evropské unii. I pak byl ale věk způsobilosti pro homosexuální styk stanovený na 18 let, kdežto pro heterosexuální na 16 let. Kromě nerovného věku způsobilosti byl trestní zákoník novelizován tak, že trestal "podporu" homosexuality, což se dalo snadno používat na kriminalizaci LGBT aktivismu.
V r. 2000 byl diskriminační zákaz "podpory" homosexuality zrušen a v r. 2002 sjednocen věk způsobilosti k pohlavnímu styku. Dnes je ten věk pro všechny stanovený na 17 let. Pohlavní styk vykonaný na veřejnosti nebo s osobou mladší 17 let je trestán odnětím svobody v délce trvání pěti let.
Kyperská armáda stále odpírá homosexuálům právo sloužit v ní, neboť je přesvědčena, že se jedná o duševní chorobu. Homosexuální styk je navíc technicky i nadále trestný podle vojenského práva; hrozí za něj až 6 měsíců vojenského vězení. Případy uplatňování tohoto zákazu se však velmi zřídkavé, pokud k nim vůbec dochází.
V Severním Kypru přijali v pondělí 27. ledna 2014 tureckokyperští zákonodárci novelu rušící koloniální zákony trestající homosexuální akty až pětiletým vězením a nový trestní zákoník. Stal se tak posledním evropským státním útvarem, který dekriminalizoval konsensuální pohlavní styk mezi dospělými muži. Paulo Corte-Real se k hlasování vyjádřil takto: "Dnešní výsledky hlasování Archivováno 1. 7. 2015 na Wayback Machine. můžeme s hrdostí slavit jako den, kdy jsme evropský kontinent zcela očistili od všech zákonů kriminalizujících homosexualitu."

## Stejnopohlavní soužití
Současné kyperské zákony uznávají manželství pouze jako svazek muže a ženy. Stejnopohlavní manželství není uznávané. Od r. 2015 však mohou homosexuální páry vstupovat do registrovaného partnerství.
26. listopadu 2015 přijal kyperský parlament návrh zákona o registrovaném partnerství v poměru hlasů 39:12. 3 poslanci se zdrželi hlasování. Zákon byl pak zveřejněn 9. prosince 2015 a ten samý den se také stal účinným.

## Ochrana před diskriminací
Od r. 2004 přijal Kypr anti-diskriminační zákon (zákon o rovném zacházení v zaměstnání a povolání, 2004), který zakazuje diskriminaci jiných sexuální orientací v zaměstnání.
Zákon byl sepsán, tak aby odpovídal rámcové směrnici EU o zaměstnávání z r. 2000. Po implementaci tohoto zákona již nedocházelo k žádným dalším perzekucím homosexuálů.
V r. 2010 se objevila kauza otevřeně homosexuálního kyperského diplomata, kterému byla odepřena práce v zahraničí, protože se údajně "chlubil svými zlozvyky", a tím pádem projevil sklony ke špatné pracovní morálce. Kromě odmítnutí se diplomat stal také obětí šikany a mobbingu.
V r. 2013 byl novelizován trestní zákoník o nové trestné činy páchané z motivu jiné sexuální orientace nebo genderové identity oběti. V severní části Kypru byla ochrana před diskriminací přijetá v novela trestního zákoníku spolu s dekriminalizací homosexuálního styku 27. ledna 2014.
V květnu 2015 novelizoval kyperský parlament trestní zákoník o trestný čin angažmá v neakceptovatelném jednání a násilí proti jednotlivci nebo skupině na základě jejich sexuální orientace nebo genderové identity.

## Životní podmínky
V r. 1996 probíhal proces s otcem Pancratiem Meraklem obviněném ze sodomie, který vyvolal obrovskou vlnu nevole a protestů požadujících jeho pozastavení. Meraklis byl považován za dobrého kandidáta na biskupa, s čímž však nesouhlasil kyperský arcibiskup Krisostomos I. Kyperský, který byl přesvědčení o Meraklově homosexualitě a s ní souvisejícím riziku šíření infekce HIV/AIDS. Tento koment rozzuřil jak lékařskou veřejnost, tak i liberální kyperské občany.
V r. 2003 odmítly zdejší úřady vydat 28letému Kypeřanovi řidičské oprávnění pro "duševní nezpůsobilost". Ten samý muž byl pak následně vyloučen z armády pro homosexualitu, kterou vojenský personál shledává za mentální poruchu.
Gay scéna má na Kypru stoupající úroveň a ve 4 velkých městech funguje mnoho barů, klubů a gay-friendly podniků - Different, Kaliwas Lounge v Pafu; Alaloum, Escape a Jackare v Lemesu; Secrets Club v Larnace a Novecento, Ithaki a Svoura v Nikósii.

### HIV/AIDS
Pandemie dorazila na Kypr v r. 1986 a od té doby se jí nakazilo několik stovek lidí.
Vláda pravidelně testuje těhotné ženy, drogově závislé, členy Národní gardy a dárce krve. Ve zprávě zaslanou v r. 2001 OSN se vláda výslovně zmiňuje, že podnikne veškeré důležité kroky pro boj s nemocí. Všichni občané ze zemí mimo Evropskou unii, kteří se chtějí na ostrově trvale usadit a pracovat, tak musí nejprve podstoupit tesování na HIV, hepatitidu B a C, syfilis a tuberkulózu; a v případě pozitivního výsledku jim není udělen trvalý pobyt.
V r. 2004 zveřejnilo Ministerstvo zdravotnictví report o HIV/AIDS pandemii na Kypru.

## Kyperské LGBT hnutí
V letech 1987–1988 bylo založeno Kyperské hnutí za práva gayů (AKOK, nebo Apeleftheotiko Kinima Omofilofilon Kiprou). Jako organizace za LGBT práva bylo úspěšné v kampani za zrušení všech trestních ustanovení o homosexualitě.
V roce 2007 vznikla v Severním Kypru Iniciativa proti homofobii za účelem boje za práva LGBT v severní části Kypru. Dne 25. dubna 2008 vznesla iniciativa požadavek na novelizaci trestního zákoníku předsedkyni parlamentu Fatmě Ekenoglu. V roce 2010 zástupci ILGA-Europe prezentovaly návrh novému předsedovi parlamentu Hasanu Bozerovi. Žádná z těchto akcí však nepřinesla potřebný výsledek a úřady i nadále stíhaly lidi za nepřirozený pohlavní styk. Během nechvalně proslulého procesu se Sarrisem v říjnu 2011 začala prezentovat vlastní návrh Komunální demokratická strana (TDP) s požadavkem na urgentní diskuzi o dekriminalizaci homosexuality v Severním Kypru. Od března 2012 pokračuje Iniciativa proti homofobii i nadále ve svých aktivitách pod novým názvem Queer Cyprus Association.
Accept - LGBT Cyprus je od 8. září 2011 jediná[zdroj⁠?!] oficiálně registrovaná kyperská organizace zabývající se LGBT agendou. Podpory se jí dostává jak z řad zainteresovaných občanů, tak i jiných NGO, Evropského parlamentu a ambasád různých zemí. Kromě této pomoci ji sponzorují i zastupitelstva obcí a v mnoha případech i starostové a primátoři velkých měst.
Accept - LGBT Cyprus zorganizovala první pochod Cyprus Pride Parade 31. května 2014. Celá akce měla přímo neočekávanou účast 4500 pochodujících. Accept - LGBT Cyprus měla několik stovek registrovaných účastníků, ale podařilo se jí si získat popularitu. Pochod získal podporou také od bývalého kyperského prezidenta George Vasiliou, Úřadu Evropského parlamentu na Kypru, Reprezentace Evropské komise na Kypru a 15 ambasád, jejichž velvyslanci a personál se objevili přímo mezi pochodujícími (Austrálie, Brazílie, Británie, Dánsko, Finsko, Izrael, Itálie, Kanada, Nizozemsko, Norsko, Portugalsko, Rakousko, Španělsko, Švédsko, USA). Ten den se také poprvé rozhodly ambasády Dánska, Finska, Nizozemska, Švédska a USA vyvěsit na své budově duhovou vlajku. Pochodu se dále zúčastnila kyperská pop zpěvačka Anna Vissi. Za organizace celé události odpovídal 81letý Alecos Modinos, který díky svému vítězství u Evropského soudu pro lidská práva v roce 1995 dosáhl zrušení zákonů proti homosexualitě. Pochod vyprovokoval několik skupin pravoslavných křesťanů a klerikálů, kteří jej nazvali ostudným a kteří proti němu protestovali před budovou parlamentu.
V tiskové zprávě vyjádřil prezident Accept-LGBT Cyprus Costa Gavrielides své překvapení nad hojnou účastí, ale zároveň si posteskl nad tím, že se parlament dosud nezabýval návrhem zákona o registrovaném partnerství, k čemuž mělo dle médií dojít už v dubnu, a přitom nebyl až do června 2014 ani zpracován a předložen. Před samotným pochodem se ještě ve dnech 17. května 2014 (Mezinárodní den proti homofobii a transfobii) až 31. května 2014 uskutečnil první festival Cyprus Pride. První den započal duhovým pochodem v severní Nikósii za spoluúčasti Accept - LGBT Cyprus a tureckokyperské organizace Queer Cyprus a dalších.
V Severním Kypru nebyla diskriminace na základě sexuální orientace a genderové identity zakázaná až do 27. ledna 2014. Z tohoto důvodu se v roce 2008 zrodila další občanská iniciativa Shortbus Movement složená z lidskoprávních aktivistů a usilující o podporu LGBT aktivit v severní části ostrova. Činnost skupiny byla financována Úřadem Evropské komise na Kypru a Evropským parlamentem. „Shortbus movement“ organizovala několik aktivit k posílení a mobilizování členů LGBTI komunity a jejích příznivců k získání pozornosti prostřednictvím šíření a sdílení relevantních informací; poskytování informačních, vzdělávacích, psychologických a právních služeb LGBTI komunitě; organizování a/nebo podpora tematických kulturních akcí ve jménu LGBT, genderové rovnosti a lidských práv v letech 2008–2014.

## Veřejné mínění
Většina Kypeřanů je členů Kyperské pravoslavné církve, která odmítá hnutí za LGBT práva. V r. 2000 byl klerikál Svaté synody vyšetřován biskupem z Limasolu pro údajný homosexuální vztah se svým novicem. Žádná taková podezření se nepotvrdila.
Podle průzkumu z r. 2006 odsuzuje homosexualitu 75 % Kypeřanů a mnoho z nich navíc věří, že by měla být léčena. Průzkum EU z r. 2006 ukázal, že pouze 14 % Kypeřanů by podpořilo stejnopohlavní manželství a 10 % homoparentální adopce. Nicméně v posledních několika letech nabrala situace zcela jiný kurs, neboť výzkum z r. 2014 ukázal, že by 53,3 % Kypeřanů podpořilo registrované partnerství.
Eurobarometr z r. 2015 ukázal, že by stejnopohlavní manželství v celé Evropě podpořilo 37 % Kypeřanů, zatímco 56 % by bylo proti.

## Souhrnný přehled
| Legální stejnopohlavní styk                                                             | (1998)                                                 |
| Stejný věk legální způsobilosti k pohlavnímu styku pro obě orientace                    | (2002)                                                 |
| Anti-diskriminační zákony v zaměstnání                                                  | (2004)                                                 |
| Anti-diskriminační zákony v přístupu ke zboží a službám                                 | (2013)                                                 |
| Anti-diskriminační zákony v ostatních oblastech (homofobní urážky, zločiny z nenávisti) | (2013)                                                 |
| Stejnopohlavní manželství                                                               | No                                                     |
| Jiná forma stejnopohlavního soužití                                                     | (2015)                                                 |
| Adopce dítěte partnera                                                                  | No                                                     |
| Společná adopce dětí stejnopohlavními páry                                              | No                                                     |
| Gayové a lesby smějí otevřeně sloužit v armádě                                          | (Kypr explicitně zakazuje LGBT lidem sloužit v armádě) |
| Možnost změny pohlaví                                                                   | No                                                     |
| Přístup k umělému oplodnění pro lesbické ženy                                           | No                                                     |
| Náhradní mateřství pro gay páry                                                         | (Zakázáno i heterosexuálním párům)                     |
| Zákaz konverzní terapie praktikované na dětech a mládeži                                | No                                                     |
| MSMs smějí darovat krev                                                                 |                                                        |